# 延昌 (北魏)
延昌（えんしょう）は、南北朝時代の北魏において、宣武帝の治世に使用された元号。512年4月-515年12月。

## 西暦・干支との対照表
| 延昌 | 元年  | 2年   | 3年   | 4年   |
| 西暦 | 512年 | 513年 | 514年 | 515年 |
| 干支 | 壬辰  | 癸巳  | 甲午  | 乙未  |

| 前の元号 永平 | 中国の元号 北魏 | 次の元号 熙平 |